# БМ-31-12
БМ-31-12 — боевая машина (БМ) реактивной артиллерии, модификация гвардейских реактивных миномётов БМ-13 «Катюша», первая из которых была принята на вооружение РККА в Советском Союзе
БМ-31-12 отличалась использованием направляющих сотового типа. Для стрельбы применялись реактивные снаряды 31-й модели (М-31), более мощные, чем снаряды М-13, применявшиеся в БМ-13. По аналогии с «Катюшей» этой модификации системы полевой реактивной артиллерии дали в народе прозвище «Андрюша».

## История
300-мм ракету М-30 начали выпускать в 1942 году, первые образцы М-30 запускались прямо со своих транспортировочных ящиков посредством рамы. К концу 1942 года появилась новая модификация 300-мм ракеты М-30, известная как М-31. Её усовершенствованный ракетный двигатель увеличивал дальность стрельбы с 2 800 метров до 4 300 метров. Ракеты могли пускаться с тех же рам, что и М-30, но в последующих конструкциях пусковых устройств размещали уже шесть ракет вместо четырёх. В марте 1944 года появились первые опытные БМ-31-12 для пуска 12 ракет М-31. 
9 июня 1944 года была принята на вооружение как пусковая установка БМ-31-12 для РС М-31 на шасси Studebaker US6.
Первое боевое применение «Андрюши» состоялось 17 июля 1944 года в районе села Налючи — залп 144 реактивными снарядами калибром 300 мм.
За 1944 год сдали 1184 установки БМ-31-12. Ещё 623 машины были выпущены до мая 1945 года.
Всего за время Великой Отечественной войны в войска поступило 1 807 установок БМ-31-12, из них около 100 были потеряны в ходе войны.

## Технические особенности
Пуск снарядов М-31 из пусковой установки БМ-31-12 осуществлялся не из транспортных укупорок с направляющими рамного типа, как в перевозимых отдельно наземных пусковых установках М-30 и М-31, а из направляющих сотового типа, отличных также от применявшихся до этого в мобильных РСЗО направляющих балочного типа. Каждая ячейка-направляющая состоит из четырёх труб диаметром 32 мм и длиной 3 м, расположенных друг относительно друга в поперечном сечении ячейки, образуя квадрат в который вписывается окружность диаметром 306 мм и связанных в восьмигранные обоймы. Двенадцать ячеек направляющих объединены в пакет, состоящий из двух ярусов по шесть ячеек в каждом. Пусковая установка была оборудована устройством, облегчающим заряжание, в частности рольгангом, досылателем, стопором. Стопор служил также для блокировки самопроизвольного пуска снаряда в походном положении установки при движении, что позволяло заряжать заранее в исходном районе, выдвигаться на огневую позицию, давать залп и покидать огневую позицию до того, как противник нанесёт по ней удар. Пусковая установка имеет подъёмный и поворотный механизмы, с помощью которых обеспечивается достаточная точность и быстрота наведения пакета направляющих по углу возвышения (от 10° до 48°) и по горизонту (±10°) без передвижения базового шасси. С принятием на вооружение таких боевых машин резко возросла манёвренность и скорострельность тяжёлой реактивной артиллерии.
Снаряд М-31 для установки БМ-31 был 300 мм в диаметре, он весил 92,4 кг и содержал 28,9 кг взрывчатки. Дальнобойность — 6 км, продолжительность залпа у БМ-31-12 (12 снарядов) — 7-10 секунд; время заряжания — 10-15 минут. Запуск из кабины или выносного пульта производился рукояточной электрокатушкой, соединённой с аккумуляторной батарей и контактами на направляющих — при повороте рукоятки по очереди замыкались контакты и в очередном из снарядов срабатывал пусковой пиропатрон. Крайне редко при большом количестве направляющих на установке применялись две катушки одновременно. За характерную форму головной части М-31 фронтовики называли их Лукой.

## Изображения

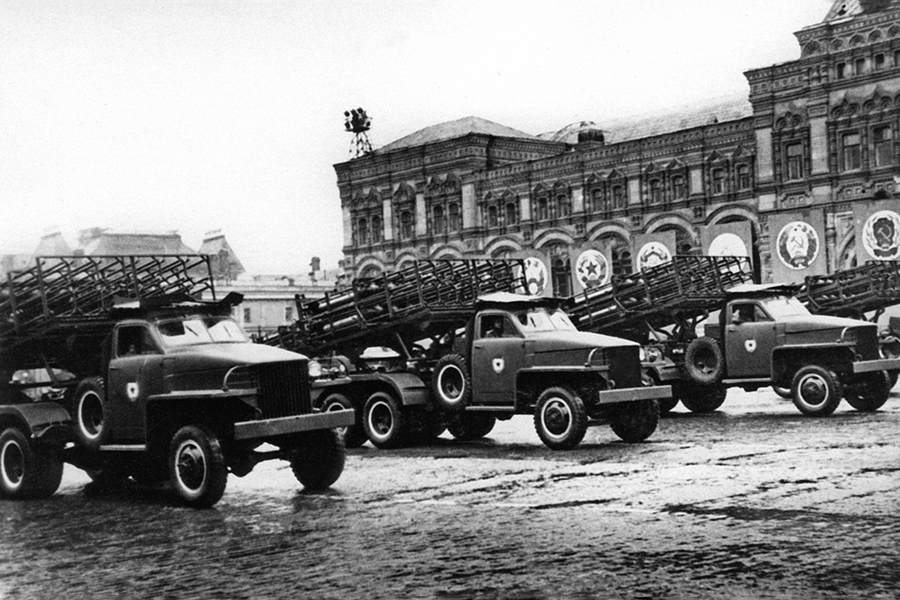
Парадный расчёт БМ-31-12 на шасси «Студебеккеров» на параде Победы в июне 1945 года
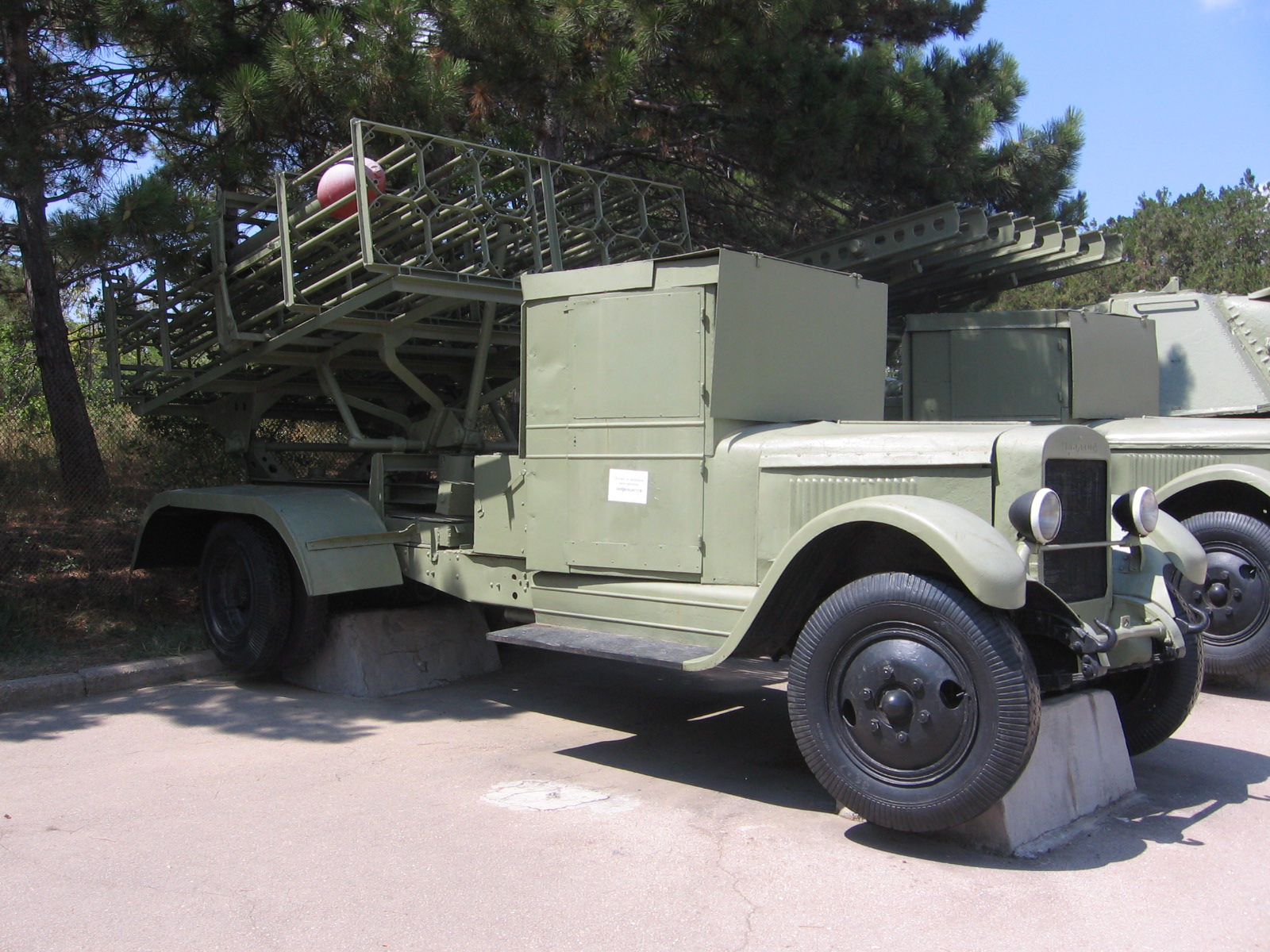
На шасси ЗИС-12, Сапун-гора
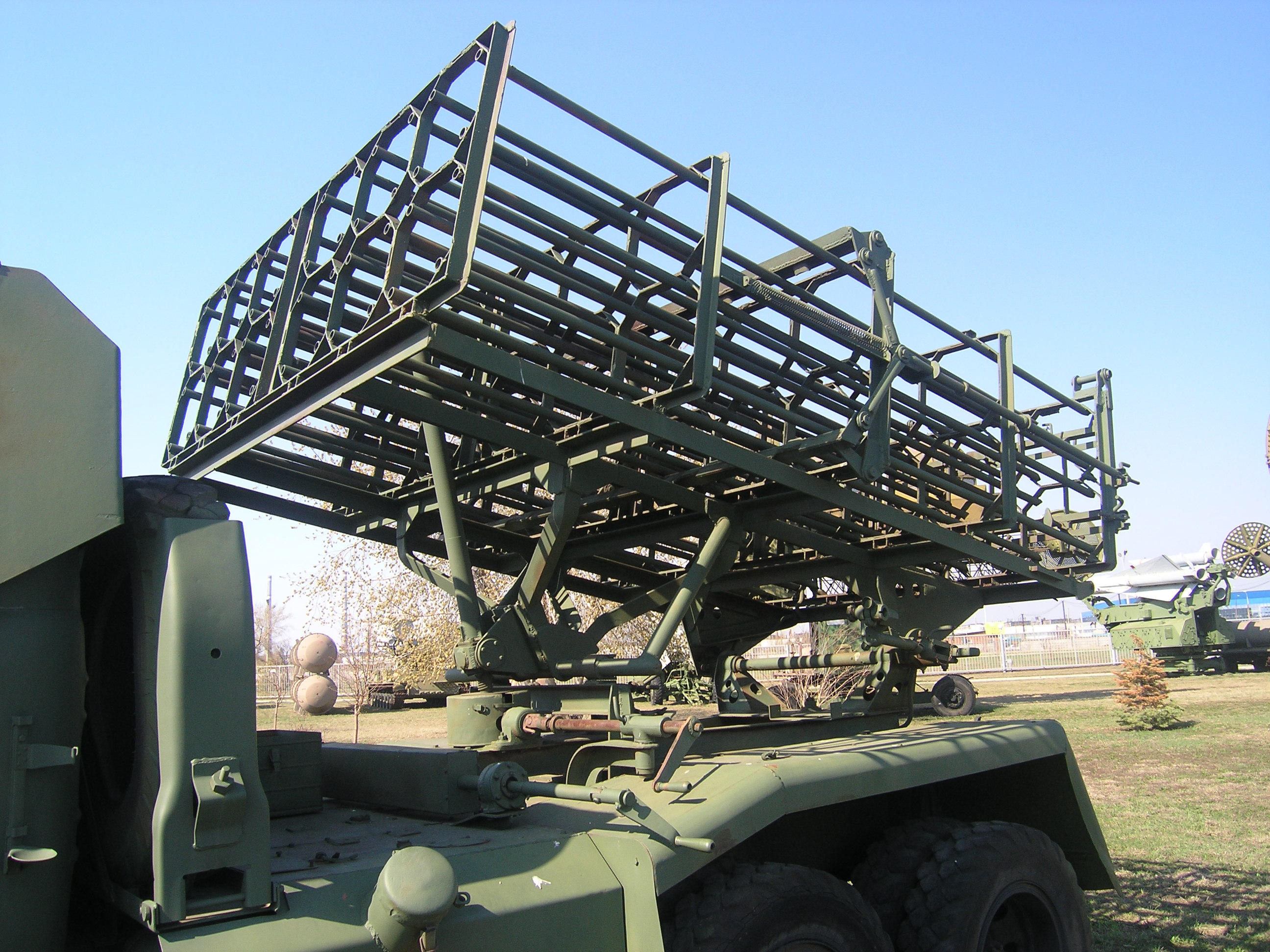
Сотовые направляющие установки БМ-31-12